# Мориц Саксонский
Ге́рман Мо́риц Саксо́нский (нем. Hermann Moritz Graf von Sachsen, фр. Maurice, comte de Saxe, 28 октября 1696, Гослар — 30 ноября 1750, Шамбор) — граф Саксонский, французский полководец, маршал Франции (1744), главный маршал Франции (1747).

## Биография
Мориц Саксонский — внебрачный сын польско-саксонского короля Августа II Сильного и Авроры фон Кёнигсмарк.
В 14 лет был отправлен отцом служить под начальством Евгения Савойского в Войне за испанское наследство. Принимал участие в боевых действиях против французов в Нидерландах, в частности, в битве при Мальплаке. В 1710 в составе русской армии принял участие в осаде Риги. В 1711 году Август Сильный признал его своим сыном и Мориц получил титул графа саксонского.
В 17 лет, в 1714 г., Морица женили на богатой наследнице графине Иоанне Виктории Тугендрайх фон Лёбен. Он принялся транжирить состояние жены направо и налево, содержа на него кавалерийский полк и целый легион любовниц. Со своим полком Мориц принял участие в военных действиях, предпринятых с целью возвращения польской короны его отцу. Во время этой войны в январе 1716 г. с ним произошел исключительный случай. Застигнутый однажды врасплох большим польским отрядом в с. Краснецы, Мориц имея при себе 5 офицеров и 12 человек прислуги в течение 5 часов отстреливался от поляков, а ночью, неожиданно выйдя из засады, ускользнул от растерявшихся врагов.
В 1717 году он в составе австрийской армии принца Евгения Савойского участвовал во взятии Белграда. В 1721 г. его брак был признан недействительным на том основании, что Мориц растратил приданое жены, и он решился искать счастья во Франции. Здесь в 1720 г., по обычаям того времени, он купил патент на командование полком. В Париже он познакомился с военным теоретиком Фоларом, который, пораженный многими полезными нововведениями в полку Морица, печатно в 1725 г. предсказал ему блестящее будущее. Во французской армии Мориц получил чин лагерного маршала.
В 1726—1727 году Мориц претендовал на избрание его герцогом курляндским. 28 июня 1726 года (по новому стилю) курляндский ландтаг единогласно избрал Морица герцогом Курляндским и пожелал, чтобы он женился на вдовствующей герцогине Анне Иоанновне. Но его брак с Анной Иоанновной не состоялся, так как Россия опасалась утратить свое влияние в Курляндии. Его отец Август II Сильный тайно поддерживал избрание Морица, но сейм Речи Посполитой наотрез отказался признать избрание Морица и объявил его изменником и бандитом. Мориц пытался сопротивляться. Несмотря на свой статус «вне закона» и угрозу безнаказанно быть убитым любым поляком в любой момент, он приехал к заболевшему Августу Сильному в Белосток и вызвал этим уважение польских дворян. Речь Посполитая направила в Курляндию комиссию для раздела Курляндии и 5000 солдат. Под угрозой потери автономии курляндское дворянство отказалось дальше поддерживать Морица. Чтобы сохранить курляндскую автономию, Россия ввела в Курляндию корпус из 3 пехотных и 2 кавалерийских полков под командованием Ласси. 17 августа 1727 года русские войска окружили Морица. Чтобы избежать ареста, 19 августа он бежал и отправился в Париж.

Герб Морица Саксонского

В 1733—1735 годах во время войны за польское наследство отличился при осаде Филиппсбурга и был произведен в генерал-лейтенанты. В полной силе его предводительский талант проявился в войне за австрийское наследство, при осаде и штурме Праги (1741) и взятии Эгера (1742), а также при военных действиях в юго-западе Германии. В марте 1744 года вопреки интригам завистников Людовик XV под влиянием мадам Помпадур возвёл Морица в звание маршала Франции и поручил ему командование главной французской армией во Фландрии, при которой находился и сам король со своим двором. В этом же году возглавлял войска для вторжения на Британские острова, которое не состоялось из-за шторма.
Под влиянием царивших тогда взглядов на военное искусство Мориц поначалу обратился в весьма осторожного главнокомандующего, тщательно избегавшего сражений и преимущественно занимавшегося осадою крепостей; но в кампаниях 1745—1748 годов, когда он уже вполне самостоятельно командовал армией, назначенной для завоевания Австрийских Нидерландов, маршал искал сражений в открытом поле и, несмотря на тяжкую болезнь (водянку), одержал победы при Фонтенуа (1745), Намюре (1746), Рокуре (1746) и Лауфельде (1747). Армия Морица захватила всю территорию Австрийских Нидерландов и передовые голландские крепости. Это был самый крупный успех французской армии в Нидерландах начиная с 1672 года. Мориц был возведен в звание главного маршала Франции.
По заключении в 1748 г. Ахенского мира Мориц жил в пожалованном ему замке Шамбор и занимался обучением войск и разными несбыточными проектами, такими как создание израильского царства в Америке и т. п.
Перу Морица принадлежит замечательный трактат о войне и военном деле «Rêveries» (Мориц Саксонский. «Теория военного искусства»), служивший в XVIII веке главной основой для изучения военного искусства. В этом сочинении немало мыслей, значительно опередивших век Морица (идея об отказе от рекрутской повинности в пользу общеобязательной воинской повинности с ограниченным сроком службы; формирование легионов — самостоятельных тактических единиц — из 3 родов войск общей численностью до 3500 человек; обучение армии быстрым маршам; ружья, заряжаемые с казённой части, а не с дула; усиление огня пехоты легкими малокалиберными скорострельными пушками; замена хлеба сухарями и шляп касками; и т. д.).
Поскольку Мориц был протестантом, его похоронили не в Париже, а в Страсбурге, в церкви Святого Фомы (главной лютеранской церкви города). Пышная гробница Морица Саксонского служит одной из местных достопримечательностей.
Его связь с актрисой Адрианой Лекуврёр и её отравление соперницей легли в основу сюжета пьесы Э. Скриба и оперы  Франческо Чилеа «Адриана Лекуврёр». Одна из внебрачных дочерей Морица стала бабушкой писательницы Жорж Санд.

## В художественной литературе
Мориц Саксонский — одно из главных действующих лиц романа «Сын Авроры» — второго из дилогии «Кровь Кёнигсмарков» французской писательницы Жюльетты Бенцони (первый роман дилогии — «Аврора» — рассказывает о его матери — Авроре фон Кёнигсмарк).